# Jasper Pingvin
Jasper Pingvin är en tysk animerad barn-TV-serie vars första avsnitt började sändas 2002.
I Sverige har det också getts ut en samlings-DVD under namnet Jasper Pingvin – Sova i tält 2004.

## Avsnitt
- Varmt om fötterna
- Att lysa med i mörker
- Jaspers egen lemonad
- Jasper blir sjuk
- En färggrann god is
- Borttappad och upphittad
- Sova i tält
- En överraskning
- Förbjudet
- Den nya frisyren
- Jaspers TV-show
- Jaspers idrottsdag
- Massor med snö